# Konrad Simonsson
Karl Konrad Simonsson, född den 23 maj 1843 i Skärkinds socken, Östergötland, död 27 oktober 1911 i på Sabbatsbergs sjukhus i Stockholm, var en svensk målare och tecknare.

## Biografi
Konrad Simonsson var son till vice organisten Peter Simonsson och Hedvig Carolina Törnbom. Han kom till Västra Skrukeby 1854 och till Norrköping 1860. Han studerade vid Kungliga Akademien för de fria konsterna i Stockholm 1867–1873. Under perioden 1873–1874 reste han till Värmland, Dalsland och Norge, varefter han fortsatte han till andra delar av Sverige; i synnerhet uppehöll han sig på Gotland. Han deltog i Göteborgs konstförenings utställning på Valand i Göteborg 1891.

## Konstnärskap
Simonsson hade elever som förberedde sig för inträde i Konstakademien men han verkade också som friluftsmålare och målade landskap i romantiskt-realistisk stil. Exempelvis "Höstlandskap" 1889, där en röd stuga i en risig träddunge kombinerats med en idyllisk segelbåt. Han gjorde även blyertsteckningar som "Hogstads kyrka med närmaste omgivningar", 1879.
Simonsson finns representerad bland annat i Östergötlands länsmuseum i Linköping, Nationalmuseum i Stockholm och Uppsala universitetsbibliotek.

## Kända verk
- Västra Skrukeby kyrka, Östergötland: Två teckningar av exteriören innan kyrkan revs år 1876.
- Hogstads kyrka, Östergötland: Teckning visande tre personer är på väg till kyrkan 1879.

## Galleri

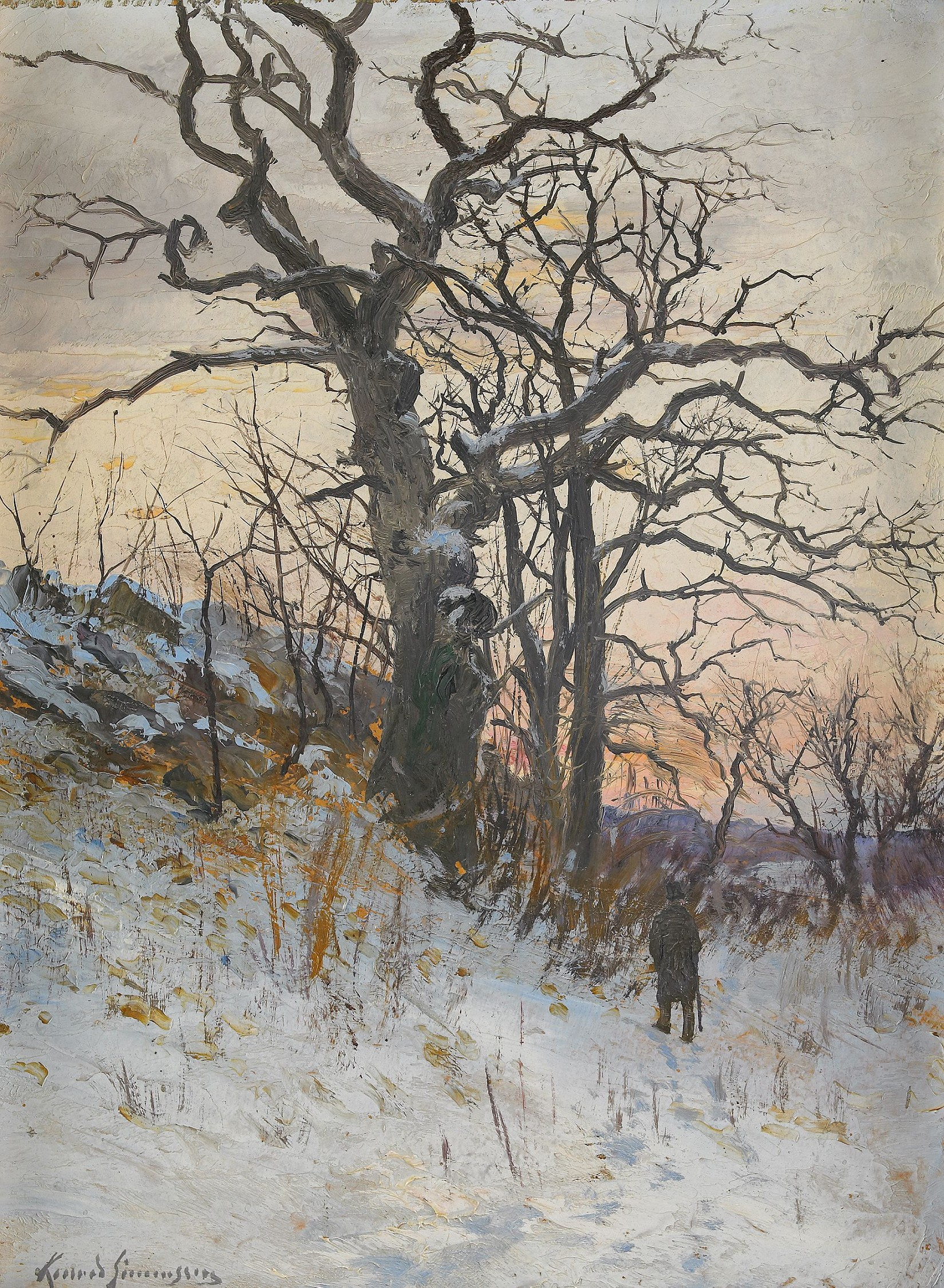
Den gamla eken